# August Kork
 (décembre 2020).
Si vous disposez d'ouvrages ou d'articles de référence ou si vous connaissez des sites web de qualité traitant du thème abordé ici, merci de compléter l'article en donnant les références utiles à sa vérifiabilité et en les liant à la section « Notes et références ».
August Kork (en russe : Август Иванович Корк), né le 3 août 1887 et mort le 12 juin 1937, est un politicien russe et commandant de l'armée rouge. 

## Biographie
Il est exécuté le 12 juin 1937 lors des Grandes Purges lors de l'affaire de l'Organisation militaire trotskyste antisoviétique. Il est réhabilité le 31 janvier 1957.